# Université de l'Indiana
 (septembre 2024).
Si vous disposez d'ouvrages ou d'articles de référence ou si vous connaissez des sites web de qualité traitant du thème abordé ici, merci de compléter l'article en donnant les références utiles à sa vérifiabilité et en les liant à la section « Notes et références ».
L’université de l'Indiana (en anglais : Indiana University) est le système universitaire de l'État de l'Indiana aux États-Unis.

## Campus
Elle est composée de neuf campus :
- université de l'Indiana à Bloomington, le principal campus situé à Bloomington, couramment appelé université de l'Indiana tout court ou IUB ou IU ;
- université de l'Indiana à Indianapolis (en), le principal campus de recherche urbaine et de sciences de la santé universitaires ;
- Indiana University East à Richmond ;
- Indiana University Kokomo à Kokomo ;
- Indiana University Northwest à Gary ;
- Indiana University South Bend à South Bend ;
- Indiana University Southeast à New Albany ;

De plus, deux autres campus de taille plus réduite est associé avec IU Indianapolis :
- Indiana University Columbus à Columbus
- Indiana University Fort Wayne à Fort Wayne

Équipes de sport :
- Hoosiers de l'Indiana
- Jaguars de l'IU Indy (en) (IU Indianapolis)

## Personnalités liées à l'université

### Professeurs
- Carolyn Rodgers (1940-2010), poétesse américaine.
- Menahem Pressler (1923-), pianiste juif allemand, vivant aux États-Unis.
- Agnes E. Wells (1876-1959),  éducatrice et militante américaine.

### Étudiants
- Khaled Mattawa, poète, essayiste, traducteur, universitaire
- Adrianne Wadewitz, encyclopédiste, contributrice majeure de wikipedia
- Daria van den Bercken, pianiste néerlandaise
- The Main Squeeze, groupe de funk américain
- Chester Burleigh Watts (1889-1971), astronome américain.